# Dielsiodoxa leucantha
Dielsiodoxa leucantha är en ljungväxtart. Dielsiodoxa leucantha ingår i släktet Dielsiodoxa och familjen ljungväxter.

## Underarter
Arten delas in i följande underarter:
- D. l. leucantha
- D. l. obtusa